# Palazzo Greppi
Palazzo Greppi è un palazzo settecentesco di Milano, in stile neoclassico. Storicamente appartenuto al sestiere di Porta Romana, si trova in via sant'Antonio 12.

## Storia
Nel 1772 il palazzo venne realizzato su progetto del Piermarini che concluse i lavori nel 1778. La commissione gli venne affidata dal conte Antonio Greppi, banchiere, imprenditore e diplomatico milanese, dal 1750 al 1770 Fermiere Generale della Lombardia Austriaca. Il conte Greppi, con un grande palazzo neoclassico il cui giardino confinava con quello del Palazzo Reale, residenza dell'Arciduca, voleva mettere in evidenza la posizione raggiunta nell'alta società milanese. Per questo egli commissionò il proprio palazzo nella capitale lombarda al più famoso architetto neoclassico operante in città. Il palazzo diventò, negli anni del conte Antonio e dei figli Marco, Giacomo e Paolo, il centro della vita sociale di Milano ("La casa Greppi, il cui capo era già mio amico, è composta di tre figli: uno di questi è maritato con una garbata dama: tutti hanno molto viaggiato ed hanno talento e cordialità. Quella è una casa ove capita tutto il mondo", scrive la marchesa Margherita Boccapaduli Sparapani Gentili.

## Descrizione

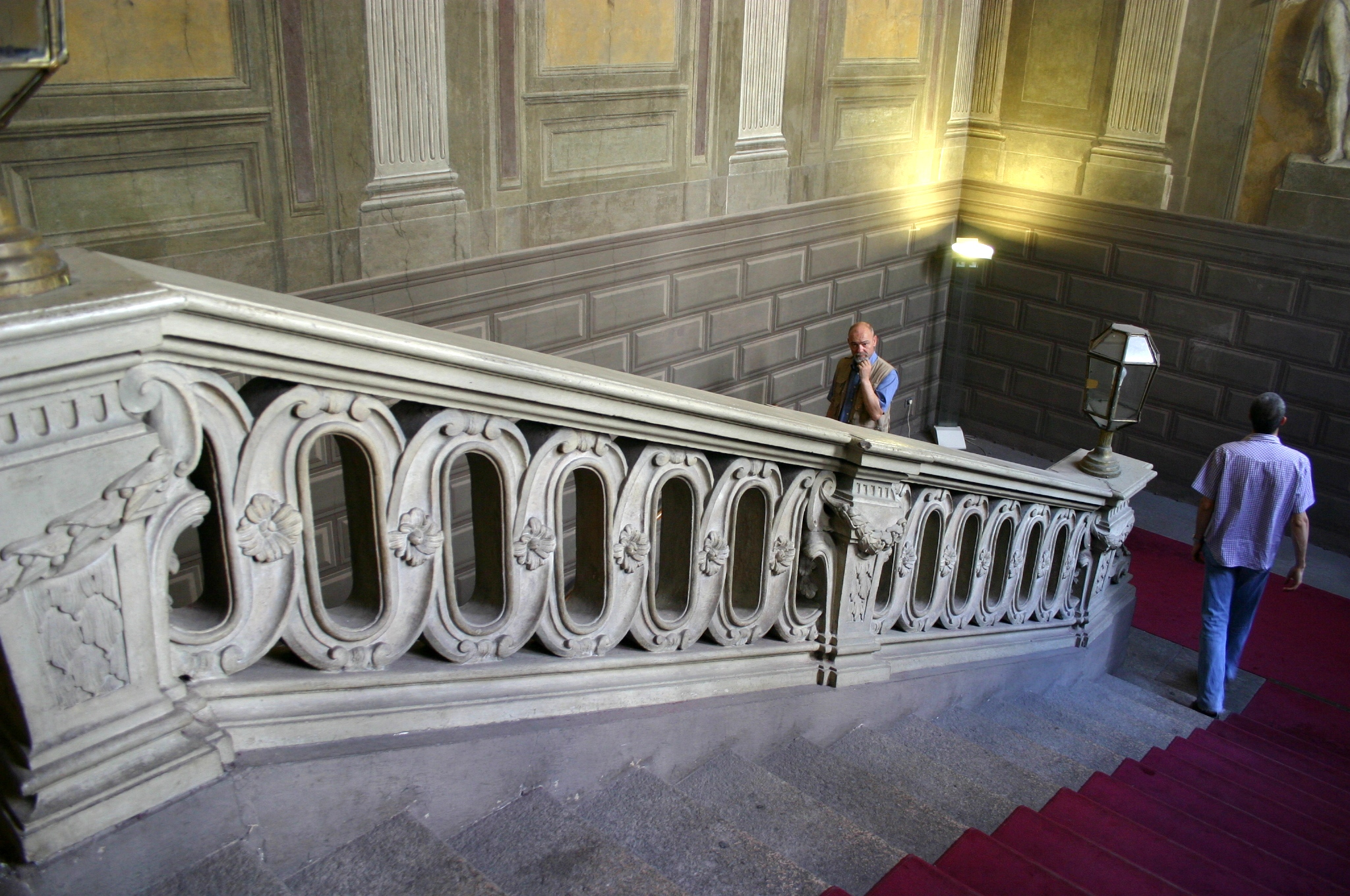
Lo scalone d'onore del palazzo

Il palazzo per via della sua struttura e per gli interpreti nella costruzione e nella decorazione, fu tra i primi modelli del neoclassicismo milanese.
Il palazzo è diviso su tre piani: la facciata presenta al pian terreno un bugnato liscio a listature orizzontali, mentre il centro, leggermente aggettante, è decorato dal portale contenuto da due colonne tuscaniche che sorreggono una balconata; ai piani superiore le finestre sono decorate da modanature semplici o triangolari, come nel caso della finestra sul balcone. Il cortile interno è di forma rettangolare ed è porticato su tutti i lati mediante archi a tutto sesto.
Gli interni sono gli originali e per la loro realizzazione il Piermarini si rivolse a quelli che sarebbero diventati i migliori interpreti del neoclassicismo milanese, tra cui Giocondo Albertolli, Andrea Appiani e Martin Knoller.
Degno di nota è il Salone da Ballo, con stucchi, affreschi e bassorilievi, in cui collaborarono tutti e tre gli artisti; in cui peraltro ci fu l'intervento del Parini che decise il tema delle decorazioni della sala, come spesso accadde per molti altri palazzi neoclassici milanesi.
Altra sala di notevole interesse è la Sala di Giove ove si trova l'affresco Giove e Ganimede del 1790 circa ad opera di Andrea Appiani.
Di notevole interesse è anche la Sala Napoleonica.
Di fronte al palazzo è presente la chiesa di Sant'Antonio Abate, la cui facciata fu rifatta in epoca neoclassica, ma i cui interni sono tra i migliori del seicento milanese.